# میاکو اوتسوکا
میاکو اوتسوکا (انگلیسی: Miyako Ōtsuka؛ زادهٔ ۲۱ فوریهٔ ۱۹۵۳) بازیکن بسکتبال اهل ژاپن بود.